# Castillo de Dunstanburgh

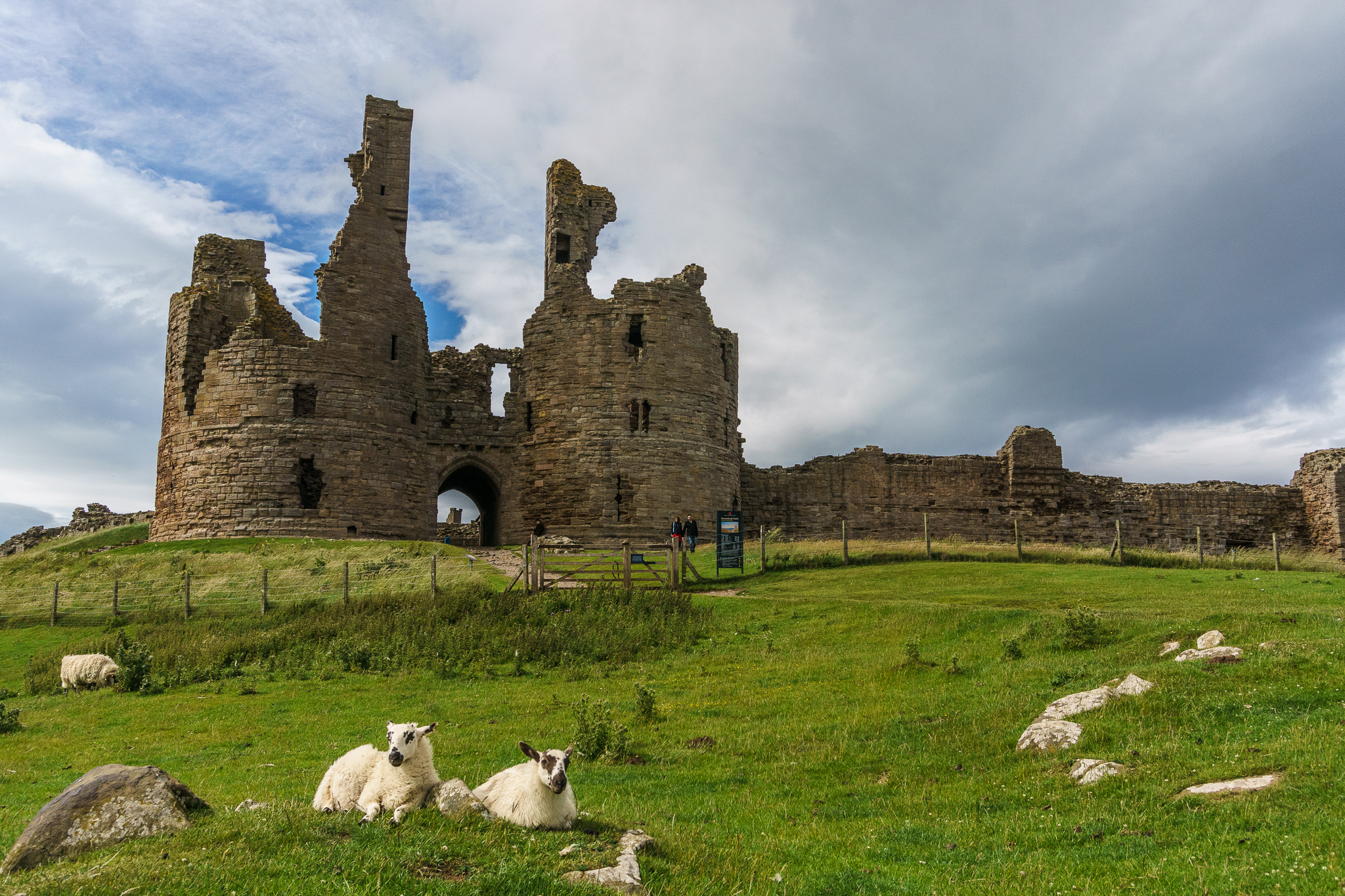
Castillo de Dunstanburgh desde el sudoeste.

El Castillo de Dunstanburgh se encuentra en un espectacular saliente de la costa de Northumberland en el norte de Inglaterra, entre los pueblos de Craster y Embelton.
El castillo es el mayor de Northumberland y el lugar muestra restos de ocupación mucho más temprana a la construcción del castillo, que se empezó en 1313 por orden del Conde de Lancaster.

## Historia
Pruebas recientes demuestran que el lugar del castillo fue ocupado en tiempos prehistóricos: sin embargo, los principales restos datan del siglo XIV. En 1313, el Conde Thomas de Lancaster, primo de Eduardo II de Inglaterra, empezó la construcción de una enorme fortaleza. Para el momento de su ejecución en 1322, el castillo estaba prácticamente acabado. John de Gaunt mejoró el castillo a finales del siglo XIV como Duque de Lancaster.
El castillo no jugó un gran papel en la guerra fronteriza contra Escocia. En la Guerra de las Dos Rosas el castillo estuvo en posesión de la Casa de Lancaster en 1462 y 1464. El daño que se produjo en el castillo no fue bueno y cayó en una decadencia constante. Se siguió deteriorando durante muchos años, e incluso robaron parte de sus piedras para construir otros lugares en la zona.
Actualmente el castillo está en posesión del Nacional Trust y bajo cuidado del English Heritage. Es una antiguo monumento que tiene el Grado I de protección. Se encuentra en la zona de la costa de Northumberland clasificada como Área de Belleza Natural.
Turner pintó en varias ocasiones el castillo, generalmente cuando anochecía.

## Descripción

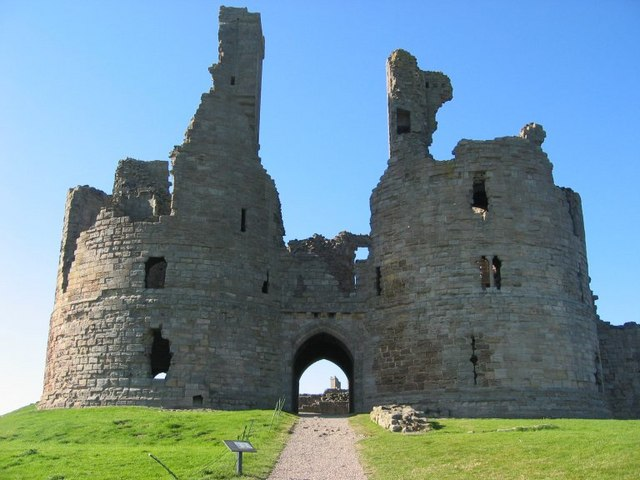
Restos de las puertas.

El castillo ocupa un prominente cabo como a 1,5 km al norte de Crasten. En el lado sur hay una suave pendiente que parte del castillo, y que es más pronunciada en el norte. En el lado norte del perímetro, ya en la Bahía de Embleton, forma un acantilado de unos 45 metros. El cabo en sí forma parte da la Gran Whin Silla, una formación geológica que se extiendo a lo largo de Northumberland.
Hay signos de campos de cultivos medievales en las laderas cercanas al castillo – posible prueba de la agricultura de los habitantes del castillo.
El actual castillo encierra por completo el cabo de 4,5 ha. El sur de la fortaleza está protegido por una larga pared con dos torres rectangulares (Torres Constable y Egyncleugh), dos torreones y una gran puerta con dos torres gemelas en la esquina occidental. Desde la puerta, el muro nos lleva hacia el norte, a lo largo de la cima de la colina, a una torre de vigilancia rectangular, conocido como la Torre de Lilburn.
Las torres gemelas de la puerta servían como principal bloque residencial del castillo. Bajo John de Gaunt, la puerta de acceso fue bloqueada, y la entrada al castillo daba a la izquierda y proseguía a través de un muro y una torre, todo esto hacía que la entrada al castillo fuera una Torre del Homenaje más segura. La zona trasera de las torres gemelas de la puerta fue encerrada con un patio y una torre para formar una sala interior, con acceso en el lado este.
Compuesta por dos torres en forma de D, la puerta-torre del homenaje es una obra maestra del diseño de castillos del siglo XIV. Cada torre tenía cuatro plantas, y al principio estaban coronadas por cuatro torretas de unos 24 m sobre el nivel del suelo. El camino de entrada estaba protegido por puertas en cada extremo y dos líneas de cuarteles a nivel del suelo. En la primera planta, la torre estaba dividida en tres habitaciones, la sala central controlaba el mecanismo de la puerta. En la segunda planta sobre el nivel del suelo había una gran estancia que atravesaba toda la planta, y contanía un hall y unas habitaciones. La disposición de las demás plantas no ha llegado a nuestros días.
El castillo tiene un muy alto nivel de albañilería, comodidad y diseño, y probablemente estaba destinado a albergar al Conde Thomas y todo su séquito. En las Torres Lilburn y Constable, y en la puerta, hay unas salas y habitaciones bien equipadas e iluminadas y con chimeneas. Las tierras del medio del castillo pudieron haber servido como una zona de acantonamiento de tropas.
Pruebas recientes sugieren que debió de haber una construcción defensiva adicional para el castillo, que contuviera los terrenos del fuerte principal. Estas pruebas han revelado una muralla que se iniciaba en el norte, cerca de la Torre Lilburn y se extendía por la costa hacia el este, donde debió de haber un puerto medieval.